# Weekends (Jonas-Blue-und-Felix-Jaehn-Lied)
Weekends (englisch für „Wochenenden“) ist ein Lied des deutschen DJs Felix Jaehn, in Zusammenarbeit mit dem britischen DJ Jonas Blue. Das Stück ist die dritte Singleauskopplung aus Jaehns zweiter EP Happy Rave.

## Entstehung und Artwork
Geschrieben wurde Weekends von den beiden Interpreten selbst – unter ihren bürgerlichen Namen Felix Jaehn und Guy Robin (Jonas Blue) – sowie den Koautoren Jan Hammele, Andreas Huber, Molly Irvine und Bojan Kalajdzic. Die Instrumentation, Produktion und Programmierung erfolgte durch die Autoren Jonas Blue, Felix Jaehn und das Produzentenduo Blyne (bestehend aus Hammele und Huber). Bei der Instrumentation wurde unter anderem das Keyboard eingespielt. Das Produzentenduo Blyne war zudem für die Gesangsaufnahme zuständig. Die Abmischung erfolgte unter der Leitung des US-amerikanischen Toningenieurs Tom Norris. Das Mastering tätigte Mike Marsh vom The Exchange in Davon.
Auf dem Frontcover sind – neben dem Liedtitel – Jonas Blue (links) und Felix Jaehn (rechts) zu sehen. Es zeigt die beiden im Comicstil vor einem pinken Hintergrund. Ein alternatives Coverbild weist ein ähnliches Artwork auf. Es zeigt die beiden vor einem blauen Hintergrund, während sie Sonnenbrillen tragen.

## Veröffentlichung und Promotion
Die Erstveröffentlichung von Weekends erfolgte als Single am 3. Februar 2023. Diese erschien als Einzeltrack zum Download und Streaming durch die Musiklabels EMI und Positiva. Für den Vertrieb zeichnete Universal Music zuständig; verlegt wurde das Lied durch Budde Music, Collaection, Edition Zweineun, Ethereal Publishing, Wasted Talent Publishing sowie Molly Irvine & Sebastian Bonenberger. Zeitgleich mit der regulären Single erschien auch eine digitale 2-Track-Single mit Remixen von Anton Powers und Azello. Am 18. August 2023 erschien das Lied als Teil von Felix Jaehns zweiter EP Happy Rave, dessen dritte Singleauskopplung es ist.
Um das Lied zu bewerben, veröffentlichte Jonas Blue am Tag der Singleveröffentlichung einen sogenannten „Visualiser“ auf seinem YouTube-Profil. Dieser zählte bis Mai 2023 über eine Million Aufrufe. Ein reguläres Musikvideo wurde nicht gedreht.

## Hintergrund
Bei Weekends handelt es sich um die erste Zusammenarbeit zwischen Jonas Blue und Felix Jaehn. Die beiden DJs trafen sich erstmals im September 2022 auf einer Party von DJ-Kollege Robin Schulz im Pacha in Ibiza (Spanien), wo sie beide aufgelegt haben. An diesem Abend sei die Idee von einer Zusammenarbeit entstanden.

## Inhalt
Der Liedtext zu Weekends ist in englischer Sprache verfasst, der Titel bedeutet ins Deutsche übersetzt „Wochenenden“. Geschrieben und komponiert wurde das Stück gemeinsam von Jonas Blue, dem Produzentenduo Blyne, Molly Irvine, Felix Jaehn und Bojan Kalajdzic. Musikalisch bewegt sich das Lied im Bereich der elektronischen Popmusik, stilistisch in den Bereichen des Dance-Pops und Electros. Das Tempo beträgt 149 Schläge pro Minute. Die Tonart ist Fis-Dur. Inhaltlich handelt das Lied von einer gescheiterten Liebesbeziehung, in der eine Person die Trennung noch nicht verarbeitet hat („But we don’t talk no more. Wish that you would call. Like every weekend.“; englisch für „Aber wir reden nicht mehr miteinander. Wünschte du würdest anrufen. Wie jedes Wochenende.“).
Aufgebaut ist das Lied auf einem Intro, zwei Strophen, einem Refrain, einer Bridge und einem Outro. Es beginnt zunächst mit dem Intro, das als Vierzeiler aufgebaut ist und aus den ersten vier Zeilen des Refrains besteht. An das Intro schließt sich die erste Strophe an, die als Achtzeiler geschrieben wurde. Auf diese folgt der Refrain, der ebenfalls ein Achtzeiler ist. Nach der zweiten Strophe setzt zunächst die dreizeilige Bridge ein, ehe zum zweiten Mal der Refrain einsetzt. Der zweite Refrain wird in einer erweiterten Fassung dargestellt und klingt mit dem sogenannten „Post Chorus“ aus, der eine Wiederholung der Bridge ist. Danach endet das Lied mit dem Outro, das lediglich aus der Refrainzeile „Weekend. Damn, I miss you most on the weekends.“ besteht. Die beiden DJs Jonas Blue und Felix Jaehn wirken lediglich an der Studioarbeit mit, die Interpretation erfolgte durch Bojan Kalajdzic, einem Mitglied der deutschen Elektropop-Band ClockClock.
| „Damn, I miss you most on the weekends. We go from the floor to the ceilin’. Got me jumpin’ down in the deep end. You know that I miss you the most on the weekends. You say you don’t love me anymore. That you don’t feel the way you did before. Got me jumpin’ down in thе deep end. You know that I miss you the most on the weekеnds.“ – Refrain, Originalauszug | „Verdammt, ich vermisse dich am meisten an den Wochenenden. Wir gehen vom Boden bis zur Decke. Hast mich tief fallen lassen. Du weißt, dass ich dich am meisten an den Wochenenden vermisse. Du sagst, du liebst mich nicht mehr. Dass du nicht mehr so fühlst, wie du es mal getan hast. Hast mich tief fallen lassen. Du weißt, dass ich dich am meisten an den Wochenenden vermisse.“ – Refrain, Übersetzung |

## Mitwirkende
Liedproduktion
- Jan Hammele: Keyboard, Komponist, Liedtexter, Musikproduzent, Programmierung, Tonmeister
- Andreas Huber: Keyboard, Komponist, Liedtexter, Musikproduzent, Programmierung, Tonmeister
- Molly Irvine: Komponist, Liedtexter
- Felix Jaehn: Keyboard, Komponist, Liedtexter, Musikproduzent, Programmierung
- Bojan Kalajdzic: Gesang, Komponist, Liedtexter
- Mike Marsh: Mastering
- Tom Norris: Abmischung
- Guy Robin (Jonas Blue): Keyboard, Komponist, Liedtexter, Musikproduzent, Programmierung

Unternehmen
- Budde Music: Verlag
- Collaection: Verlag
- Edition Zweineun: Verlag
- EMI: Musiklabel
- Ethereal Publishing: Verlag
- The Exchange: Tonstudio
- Positiva: Musiklabel
- Universal Music: Vertrieb
- Wasted Talent Publishing: Verlag
- Molly Irvine & Sebastian Bonenberger: Verlag

## Rezeption

### Rezensionen
Natalie Driever von der deutschen Radiostation 1 Live beschrieb die Kollaboration als deutlich anders, als man es von den „EDM-Giganten“ gewohnt sei. Hämmernde Synthie-Elemente und ein deutlich angezogenes Tempo würden das Lied zu einer „90’s-Rave-Nummer“ machen. Der Klang passe zum nostalgischen Inhalt des Titels. Hiermit würden die beiden definitiv beste Voraussetzungen schaffen, um diesen Sommer wieder auf Musikfestivals abzureißen.
Das deutschsprachige Unterhaltungsmagazin Schmusa ist der Meinung, das Weekends durch seine Auftakte und dem hohen Tempo ein „Party-Hit“ sei, der garantiert den „Januar-Blues“ vertreiben würde.

### Charts und Chartplatzierungen
Weekends verfehlte zunächst, nach seiner Erstveröffentlichung, den Einstieg in die offiziellen Singlecharts, konnte sich jedoch am 3. März 2023 erstmals auf Rang 14 der deutschen Single-Trend-Charts platzieren. In den folgenden vier Wochen steigerte sich das Lied stetig und erreichte am 31. März 2023 die Chartspitze. In der Folgewoche vom 7. April 2023 gelang dem Stück schließlich mit Rang 86 der Sprung in die deutschen Singlecharts. Die Single konnte sich 21 Wochen in den Top 100 platzieren, letztmals am 25. August 2023 und erreichte mit Platz 51 seine beste Platzierung am 2. Juni 2023. Darüber hinaus belegte es Rang neun der deutschen Dancecharts (19. Mai 2023) sowie Rang 41 der Airplaycharts (31. März 2023).
Felix Jeahn erreichte als Interpret mit Weekends, inklusive des Charterfolgs mit dem Musikprojekt Eff, zum 25. Mal die deutschen Singlecharts. In seiner Produzententätigkeit ist es sein 24. Charthit in Deutschland und in seiner Funktion als Autor sein 23. Charthit. Für Jonas Blue als Produzenten ist dies der achte Charterfolg in Deutschland sowie sein siebter als Interpret und der sechste als Autor. Bojan Kalajdzic erreichte nach den ClockClock-Autorenbeteiligungen Redlight, Brooklyn, Sorry und Someone Else zum fünften Mal die Charts in seiner Autorenfunktion. Das Produzentenduo Blyne erreichte als Autor nach She Moves (Far Away) (Alle Farben feat. Graham Candy) und Lonely (Majan, Tujamo & Vize) zum dritten Mal die deutschen Singlecharts, als Produzenten ist es nach She Moves (Far Away) ihr zweiter Charthit. Für Molly Irvine als Autorin in es ebenfalls nach Breaking Me (Topic feat. A7S) und Love to Go (Kelvin Jones, Lost Frequencies & Zonderling) der dritte Charthit in Deutschland.